# Giorgio De Lullo
Giorgio De Lullo (Roma, 24 aprile 1921 – Roma, 10 luglio 1981) è stato un attore e regista teatrale italiano.

## Biografia

### Formazione
Si diplomò all'Accademia nazionale d'arte drammatica di Roma.

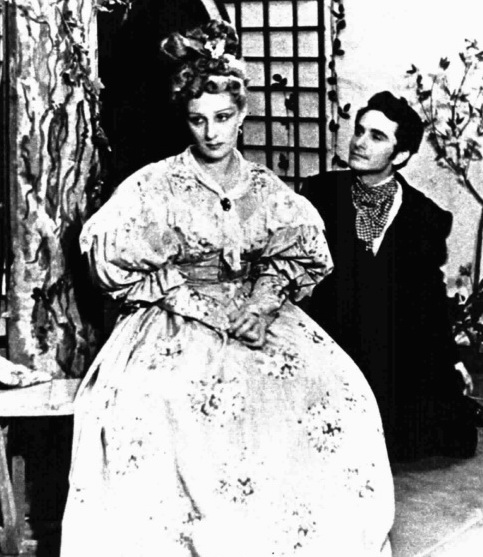
Giorgio De Lullo con Andreina Pagnani nel 1945

La svolta come attore teatrale avvenne nel 1945 quando, al Teatro Eliseo di Roma, interpretò Il candeliere e La carrozza del Santissimo Sacramento di Prosper Mérimée, accanto ad Andreina Pagnani, nell'edizione diretta da Orazio Costa. Questa performance diede il via a una serie di valide interpretazioni in numerosi spettacoli: La tempesta, Il gabbiano, Enrico IV, Il corvo, Giulio Cesare, La pazza di Chaillot, diretti da Giorgio Strehler; in Filippo, diretto ancora da Orazio Costa; in Antigone, Delitto e castigo, Lo zoo di vetro, Euridice, Morte di un commesso viaggiatore, Tre sorelle, diretti da Luchino Visconti.

### Successo
A partire dal 1945 si produsse anche nel cinema, interpretando però quasi sempre ruoli di secondo piano: conseguentemente lavorò anche nel doppiaggio.
Il suo rigore stilistico e il trentennale sodalizio artistico e sentimentale con Romolo Valli ne fecero uno dei più prestigiosi registi teatrali del dopoguerra. La sua caratteristica principale era quella di lavorare intensamente sullo stile recitativo degli attori, di cui nulla veniva lasciato alla loro libera interpretazione.
Le messe in scena delle principali opere di Luigi Pirandello, tra le quali si ricordano Sei personaggi in cerca d'autore, Così è se vi pare, Il giuoco delle parti, Enrico IV, Trovarsi, furono salutate dalla critica come un determinante contributo alla modernizzazione e alla attualizzazione dell'opera dello scrittore siciliano.
Seguì la regia in numerosi allestimenti per il Teatro alla Scala di Milano, degno di nota soprattutto l'allestimento de Il trovatore di Giuseppe Verdi nel 1962 con Franco Corelli.
A lui è intitolata una via nel X Municipio del comune di Roma Capitale.

### La Compagnia dei Giovani

Anna Maria Guarnieri e Giorgio De Lullo nel 1958

Nel 1954 fu tra i fondatori della compagnia dei Giovani insieme a Rossella Falk, Romolo Valli, Elsa Albani e Anna Maria Guarnieri: il contributo finanziario alla compagnia venne dato dall'impresario teatrale Remigio Paone, al quale subentrò poi Carlo Alberto Cappelli. Dopo l'esordio fallimentare di Lorenzaccio di Alfred de Musset, diretto da Luigi Squarzina, i giovani attori dovettero fronteggiare il problema dell'impossibilità di ingaggiare un regista. Fu così che Valli propose di affidare la regia proprio a De Lullo, che da allora diresse gli spettacoli della compagnia (circa quaranta allestimenti diversi), da Gigi, prima grande consacrazione del gruppo, fino al 1972, anno dello scioglimento della stessa per motivi principalmente finanziari. Continuò la sua carriera di regista e di attore teatrale con successo, proseguendo peraltro la collaborazione con Rossella Falk e Romolo Valli.
Nel giugno 1980, con la morte di Romolo Valli, De Lullo e gli altri collaboratori del Teatro Eliseo costituirono il "Gruppo teatro libero RV" assumendo la gestione del Teatro Parioli per la stagione 1980-1981. Tale esperienza terminò con la morte di De Lullo, avvenuta nel 1981 per cirrosi epatica.

## Teatro

### Attore
- Il corvo di Carlo Gozzi, regia di Giorgio Strehler, Teatro La Fenice di Venezia, 26 settembre 1948.
- Il gabbiano di Čechov, regia di Giorgio Strehler, Piccolo Teatro di Milano, 24 novembre 1948.
- Filippo di Vittorio Alfieri, regia di Orazio Costa, Piccolo Teatro di Milano, 6 aprile 1949.
- Morte di un commesso viaggiatore di Arthur Miller, regia di Luchino Visconti, Teatro Eliseo di Roma, 10 Febbraio 1951.
- Lorenzaccio di Alfred de Musset, regia di Luigi Squarzina, Teatro Valle di Roma (1954)
- Il mercante di Venezia di William Shakespeare, regia di Mario Ferrero, Teatro romano di Verona, 22 agosto 1955.

### Regista
- Gigi di Colette e Anita Loos, Teatro Carignano di Torino, 14 aprile 1955.
- La calunnia di Lillian Hellman, Teatro Manzoni di Milano, 6 dicembre 1955.
- Il successo di Alfredo Testoni, Teatro Comunale di Bologna, 14 marzo 1956.
- ... e vissero felici e contenti di Enzo Biagi e Giancarlo Fusco, Teatro Nuovo di Milano, 14 novembre 1956.
- Il diario di Anna Frank di Albert Hackett e Frances Goodrich, Teatro Eliseo di Roma, 31 gennaio 1957.
- D'amore si muore di Giuseppe Patroni Griffi, Teatro La Fenice di Venezia, 25 giugno 1958.
- Il buio in cima alle scale di William Inge, Teatro Manzoni di Milano, 17 febbraio 1959.
- Sesso debole di Édouard Bourdet, Teatro Storchi di Modena, 28 novembre 1959.
- Anima nera di Giuseppe Patroni Griffi, Teatro Donizetti di Bergamo, 6 aprile 1960.
- Le donne di buon umore o Le morbinose di Carlo Goldoni, Teatro La Fenice di Venezia, 7 ottobre 1960.
- Il carteggio Aspern di Michael Redgrave, Teatro Valle di Roma, 13 gennaio 1961.
- La notte dell'Epifania di William Shakespeare, Teatro Manzoni di Milano, 23 dicembre 1961.
- Un ostaggio, di Brendan Behan, Teatro Manzoni di Milano, 9 marzo 1962.
- Sei personaggi in cerca d'autore di Luigi Pirandello, Varsavia, 1º aprile 1963; Teatro Quirino di Roma, 17 gennaio 1964.
- La bugiarda di Diego Fabbri, Teatro Quirino di Roma, 28 febbraio 1964.
- Il confidente di Diego Fabbri, Teatro La Fenice di Venezia, 5 ottobre 1964.
- Tre sorelle di Anton Čechov, Teatro della Pergola di Firenze, 14 gennaio 1965.
- Il giuoco delle parti di Luigi Pirandello, Teatro Comunale di Modena, 1º dicembre 1965.
- La Calandria di Bernardo Dovizi da Bibbiena, Teatro La Fenice di Venezia, 2 ottobre 1966.
- Metti, una sera a cena di Giuseppe Patroni Griffi, Teatro Eliseo di Roma, 10 febbraio 1967.
- L'amica delle mogli di Luigi Pirandello, Teatro Carignano di Torino, 5 ottobre 1968.
- Hedda Gabler di Henrik Ibsen, Teatro Carignano di Torino, 15 gennaio 1969.
- Giulio Cesare di William Shakespeare, Teatro Argentina di Roma, 30 aprile 1971.
- La bugiarda di Diego Fabbri, Teatro Morlacchi di Perugia, 15 novembre 1971.
- Così è (se vi pare) di Luigi Pirandello, Teatro Valle di Roma, 17 marzo 1972.
- Stasera Feydeau: La mamma buonanima della signora e Pupo prende il purgante di Georges Feydeau, Teatro Valle di Roma, 7 novembre 1973.
- Trovarsi di Luigi Pirandello, Roma, Teatro Valle, 15 gennaio 1974.
- Il malato immaginario di Molière, Spoleto, 14 giugno 1974.
- Tutto per bene di Luigi Pirandello, Teatro Eliseo di Roma, 31 gennaio 1975.
- La signora delle camelie di Alexandre Dumas (figlio), Teatro della Pergola di Firenze, 16 dicembre 1975.
- Terra di nessuno di Harold Pinter, Teatro Metastasio di Prato, 23 aprile 1976.
- Il giuoco delle parti di Luigi Pirandello, Teatro Eliseo di Roma, 11 dicembre 1976.
- Enrico IV di Luigi Pirandello, Teatro Eliseo di Roma, 20 ottobre 1977.
- Gin Game di Donald L. Coburn, Teatro Caio Melisso di Spoleto, 1º luglio 1978.
- La dodicesima notte …o quel che volete di William Shakespeare, Teatro Eliseo di Roma, 16 marzo 1979.
- Divagazioni e delizie di John Gay, Teatro Eliseo di Roma, 11 maggio 1979.
- Tre sorelle di Anton Čechov, Roma, Teatro nuovo Parioli di Roma, 10 ottobre 1980.
- Anima nera di Giuseppe Patroni Griffi, Perugia, 26 marzo 1981.

## Prosa radiofonica e televisiva Rai

### Radio
- Serenata perduta di Pierre Rocher, regia di Pietro Masserano Taricco, trasmessa il 16 febbraio 1949.
- Tutto per bene di Luigi Pirandello, regia di Guglielmo Morandi, trasmessa il 26 dicembre 1949.
- Edipo re di Sofocle, regia di Orazio Costa, trasmessa il 2 febbraio 1950.
- Candida di George Bernard Shaw, regia di Guglielmo Morandi, trasmessa il 26 febbraio 1951.
- Liolà di Luigi Pirandello, regia di Alberto Casella, trasmessa il 1 giugno 1951.
- Il capitano Carvallo di Denis Cannan, regia di Mario Ferrero, trasmessa il 8 settembre 1952.
- Giulio Cesare, tragedia di William Shakespeare, regia di Giorgio Strehler, trasmessa il 18 gennaio 1955.
- I capricci di Marianna, commedia di Alfred de Musset regia di Guglielmo Morandi (1957)

### Televisione
- Domenica d'un fidanzato di Ugo Buzzolan, regia di Mario Ferrero, trasmessa il 26 gennaio 1954.
- Il mercante di Venezia di William Shakespeare, regia di Mario Ferrero, trasmessa il 29 luglio 1955.
- Il diario di un curato di campagna di Georges Bernanos, regia di Corrado Pavolini, trasmessa il 29 aprile 1958.
- Giuseppe Verdi di Manlio Cancogni, regia di Mario Ferrero, trasmesso nel 1963.

## Filmografia parziale

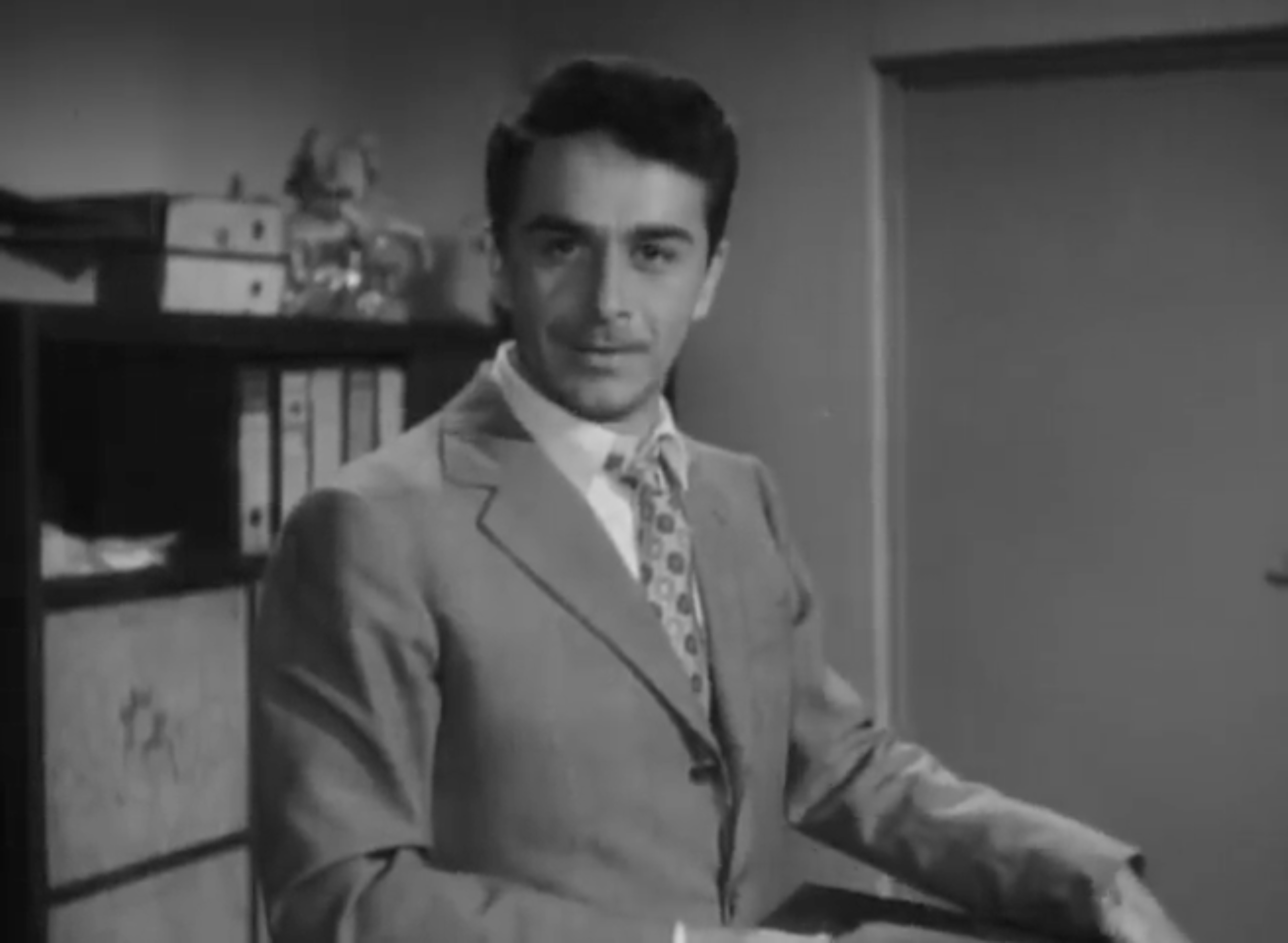
Giorgio De Lullo nel film Addio, Napoli! (1955)

- I dieci comandamenti, regia di Giorgio Walter Chili (1945)
- Mio figlio professore, regia di Renato Castellani (1946)
- Eugenia Grandet, regia di Mario Soldati (1947)
- Genoveffa di Brabante, regia di Primo Zeglio (1947)
- Cuore, regia di Duilio Coletti (1948)
- Il voto, regia di Mario Bonnard (1950)
- La pattuglia dell'Amba Alagi, regia di Flavio Calzavara (1953)
- Non è mai troppo tardi, regia di Filippo Walter Ratti (1953)
- Ombre vive, regia di Mario Baffico (1953-54?),  ritrovato di recente, mai uscito nelle sale
- Appassionatamente, regia di Giacomo Gentilomo (1954)
- In amore si pecca in due, regia di Vittorio Cottafavi (1954)
- Addio, Napoli!, regia di Roberto Bianchi Montero (1955)
- Il processo di Verona, regia di Carlo Lizzani (1962)

## Riconoscimenti
- Premio San Genesio
  - 1957 – Alla regia per Il diario di Anna Frank
  - 1966 – Alla regia per Il giuoco delle parti

- Premio Nettuno d'oro
  - 1957 – Alla regia per Il diario di Anna Frank[5]